# Возакова, Анна Валерьевна
А́нна Вале́рьевна Возако́ва (род. 27 февраля 1989, Ленинград, РСФСР, СССР) — российская волейболистка. Бронзовый призёр юниорского чемпионата мира по пляжному волейболу (2009, с Ириной Чайкой). Чемпионка России (2010, с Екатериной Хомяковой), трёхкратный победитель Открытого Кубка России (2010, 2011, 2012, с Екатериной Хомяковой).

## Биография
Начинала спортивную карьеру в Федерации волейбола Санкт-Петербурга в паре с Ириной Самсоновой. Пробовала играть в классический волейбол за волейбольный клуб «Ладога» (Ленинградская область). По совету петербургского тренера Сергея Молчанова в 2008 году переехала в Обнинск, где начала выступать за волейбольный клуб «Обнинск».
В 2008 году снимала в Обнинске квартиру вместе с Екатериной Хомяковой и вместе с ней вынашивала планы играть в одной паре.
В паре с Натальей Степановой заняла четвёртое место на чемпионате России 2008 года.
В 2009 году стала бронзовым призёром юниорского чемпионата мира по пляжному волейболу с Ириной Чайкой.
Летом 2009 года в паре с Екатериной Хомяковой приняла участие в чемпионате мира по пляжному волейболу в Норвегии.
В 2009 году была отчислена из состава сборной России из-за травм.
В 2010 году в паре с Екатериной Хомяковой выиграла чемпионат России и Открытый Кубок России.
В 2011 году по решению тренеров играла в паре с Анастасией Васиной. На чемпионате мира 2011 года в Италии в паре с Васиной проиграла в 1/16 финала.
В сентябре 2011 года в паре с Хомяковой вновь выиграла Открытый Кубок России.
На Олимпийских играх 2012 года в Лондоне выступала в паре с Анастасией Васиной. 1 августа их пара вышла в плей-офф, 4 августа в 1/8 финала в трёх сетах они уступили австрийской паре Швайгер Д./Швайгер Ш.
В августе 2012 года третий раз подряд выиграла в паре с Екатериной Хомяковой Открытый Кубок России.
В сентябре 2012 года в паре с Екатериной Хомяковой стала серебряным призёром Чемпионата России.
Мастер спорта по пляжному волейболу.
Ударная рука — правая.
Не замужем.